# العدل في القرآن

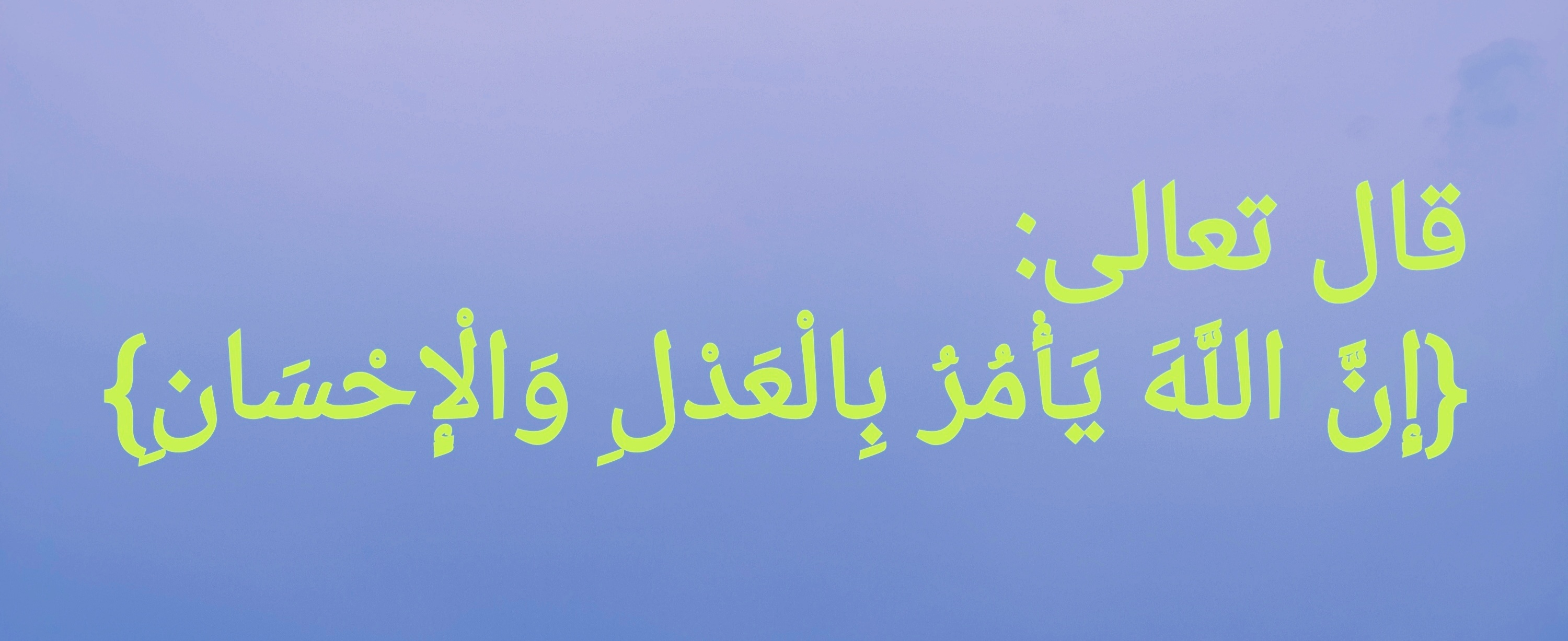

العدل في القرآن والعدل ـ بفتح العين ـ في اللغة هو الانصاف وإعطاء لما له وأخذ ما عليه ويقال رجل عدل وامرأة عدلة، وقد استعمل القرآن الكريم كلمة العدل في مقابل الظلم والبغي والجور واستعمله أيضا في مقابل الفسق والفجور، وقد ورد معنيين لهذه الكلمة أحدهما : العدل في الحكم والعلاقات وهو في هذا المعنى يتعدى معناه إلى الغير فيقال عدل بين الناس أو بين النساء أو عدل في أمرهم أو نحو ذلك فالعدل بهذا المعنى صفة له علاقة بذات الشخص ولكن تتجاوز آثاره إلى الغير، وثانيهما : العدالة الذاتية بان يكون المتصف بها مستقيما غير فاسق وفاجر وبهذا المعنى يستعملها الفقهاء في باب الشهادات ونحوها .

## العدل في القرآن
أوجب الله العدل وجوبا مطلقا وأمر بتحقيقه في الأقوال والأفعال والتصرفات والحكم والفطرة والتقييم والشهادة والعلاقات وتكررت كلمة العدل ومشتقاته ثمان وعشرين مرة في القرآن الكريم , فتارة يذكر الله العدل الذي جائت به الرسالات السماوية فقال تعالى في سورة الحديد ( لَقَدْ أَرْسَلْنَا رُسُلَنَا بِالْبَيِّنَاتِ وَأَنْزَلْنَا مَعَهُمُ الْكِتَابَ وَالْمِيزَانَ لِيَقُومَ النَّاسُ بِالْقِسْطِ ) , وتارة يذكر العدل في المعاملات بين الناس يقول تعالى على لسان رسوله محمد صلى الله عليه وسلم في سورة الشورى ( وَأُمِرْتُ لِأَعْدِلَ بَيْنَكُمُ ) , وتارة يذكر العدل في الأحكام قال تعالى في سورة النساء ( إِنَّ اللَّهَ يَأْمُرُكُمْ أَنْ تُؤَدُّوا الْأَمَانَاتِ إِلَى أَهْلِهَا وَإِذَا حَكَمْتُمْ بَيْنَ النَّاسِ أَنْ تَحْكُمُوا بِالْعَدْلِ إِنَّ اللَّهَ نِعِمَّا يَعِظُكُمْ بِهِ إِنَّ اللَّهَ كَانَ سَمِيعاً بَصِيراً) , ومرة يذكر العدل بالمساواة في المكافأة إن خيرا فخير وإن شراً فشر والإحسان أن يقابل الخير بأكثر منه والشر بأقل منه أو بالإحسان كما قال تعالى في سورة فصلت ( وَلا تَسْتَوِي الْحَسَنَةُ وَلا السَّيِّئَةُ ادْفَعْ بِالَّتِي هِيَ أَحْسَنُ فَإِذَا الَّذِي بَيْنَكَ وَبَيْنَهُ عَدَاوَةٌ كَأَنَّهُ وَلِيٌّ حَمِيمٌ) أي ادفع السيئة بالأحسن، وفي موضع اخر جعل الله العدل دليلا على التقوى فقال في سورة المائدة (اعْدِلُوا هُوَ أَقْرَبُ لِلتَّقْوَى وَاتَّقُوا اللَّهَ إِنَّ اللَّهَ خَبِيرٌ بِمَا تَعْمَلُونَ) .

## كلمات ذات العلاقة بالعدل
هناك بعض الكلمات التي لها علاقة بالعدل تكررت في القرآن الكريم منها : القسط وهو العدل، ومنها الظلم الذي هو ضد العدل، وكذلك الجور والبغي اللذان بمعنى الظلم:
- القسط : استعمل في اللغة بمعنى العدل وبمعنى الجور وهو من الكلمات المشتركة التي تستعمل في معنين متضادين، وقد أتى في القرآن الكريم بمعنى العدل في قوله تعالى ( لِيَقُومَ النَّاسُ بِالْقِسْطِ ) أي العدل، وبمعنى الجور والظلم في قوله تعالى ( وَأَمَّا الْقَاسِطُونَ فَكَانُوا لِجَهَنَّمَ حَطَباً) فالقاسطون هنا هم الظالمون بديل مقارنته بالمسلمين في الآية السابقة بالمسلمين : ( وَأَنَّا مِنَّا الْمُسْلِمُونَ وَمِنَّا الْقَاسِطُونَ فَمَنْ أَسْلَمَ فَأُولَئِكَ تَحَرَّوْا رَشَداً) , وقد ورد لفظ القسط في القرآن الكريم خمس عشرة مرة كلها بمعنى العدل، وورد لفظ أقسطوا في آية واحدة في سورة الحجرات , وبلفظ تقسطوا في آيتين من سورة النساء وسورة الممتحنة وفي كل هذه الآيات بمعنى العدل، وبلفظ القاسطون أي الظالمون في آيتين الاية 14و15 من سورة الجن , وبلفظ أقسط أي أعدل في آيتين من سورة البقرة وسورة الأحزاب ، وبلفظ المقسطين أي العادلين في ثلاث آيات من سورة المائدة وسورة الحجرات وسورة الممتحنة ، وفي مجملها يكون عدد المرات التي تكرر فيها القسط ومشتقاته خمسا وعشرين مرة .
- الظلم : والذي هو ضد العدل حيث تكرر لفظ الظلم ومشتقاته في القرآن الكريم 289 مرة وتحدث فيها القرآن الكريم عن خطورة الظلم وآثاره المدمرة على الأمم الماضية والحضارات السابقة .
- البغي : الذي هو الظلم وضد العدل حيث تكرر لفظ البغي ومشتقاته بمعنى الظلم في القرآن الكريم عشر مرات .
- جائر : بمعنى الظلم، وورد في آية واحدة من ايات القرآن الكريم وهي قوله تعالى في سورة النحل ( وَعَلَى اللَّهِ قَصْدُ السَّبِيلِ وَمِنْهَا جَائِرٌ وَلَوْ شَاءَ لَهَدَاكُمْ أَجْمَعِينَ) .

## الأمر بالعدل
أمر الله في القرآن بإقامة العدل والحثَّ عليه ومدح من قام به وذلك في آيات كثيرة منها:
- آيات فيها الأمر بالعدل : قال عبد الرحمن بن ناصر السعدي (فالعدل الذي أمر الله به يشمل العدل في حقه وفي حق عباده فالعدل في ذلك أداء الحقوق كاملة موفرة بأن يؤدي العبد ما أوجب الله عليه من الحقوق المالية والبدنية والمركبة منهما في حقه وحق عباده ويعامل الخلق بالعدل التام، فيؤدي كل والٍ ما عليه تحت ولايته سواء في ذلك ولاية الإمامة الكبرى وولاية القضاء ونواب الخليفة ونواب القاضي، والعدل هو ما فرضه الله عليهم في كتابه وعلى لسان رسوله وأمرهم بسلوكه ومن العدل في المعاملات أن تعاملهم في عقود البيع والشراء وسائر المعاوضات، بإيفاء جميع ما عليك، فلا تبخس لهم حقا ولا تغشهم ولا تخدعهم وتظلمهم فالعدل واجب والإحسان فضيلة مستحب.[3]
- آيات فيها مدح من يقوم بالعدل : قال الله في سورة الأعراف (وَمِمَّنْ خَلَقْنَا أُمَّةٌ يَهْدُونَ بِالْحَقِّ وَبِهِ يَعْدِلُونَ) , قال ابن كثير : يقول تعالى (وَمِمَّنْ خَلَقْنَا أُمَّةٌ) أي ومن الأمم أمة قائمة بالحق قولا وعملا يهدون بالحقّ يقولونه ويدعون إليه وبه يعدلون يعملون ويقضون، وقد جاء في الآثار أن المراد بهذه الأمة المذكورة في الآية هي هذه الأمة المحمدية .

## صور العدل في القرآن الكريم
ورد ذكر العدل في القرآن 29 مرة وله عدة صور منها:
1. العدل مع المخالف ﴿يَا أَيُّهَا الَّذِينَ آمَنُوا كُونُوا قَوَّامِينَ لِلَّهِ شُهَدَاءَ بِالْقِسْطِ ۖ وَلَا يَجْرِمَنَّكُمْ شَنَآنُ قَوْمٍ عَلَىٰ أَلَّا تَعْدِلُوا ۚ اعْدِلُوا هُوَ أَقْرَبُ لِلتَّقْوَىٰ ۖ وَاتَّقُوا اللَّهَ ۚ إِنَّ اللَّهَ خَبِيرٌ بِمَا تَعْمَلُونَ﴾
2. العدل مع الزوجة ﴿وَلَن تَسْتَطِيعُوا أَن تَعْدِلُوا بَيْنَ النِّسَاءِ وَلَوْ حَرَصْتُمْ ۖ فَلَا تَمِيلُوا كُلَّ الْمَيْلِ فَتَذَرُوهَا كَالْمُعَلَّقَةِ ۚ وَإِن تُصْلِحُوا وَتَتَّقُوا فَإِنَّ اللَّهَ كَانَ غَفُورًا رَّحِيمًا﴾
3. العدل في التجارة ﴿وَأَوْفُوا الْكَيْلَ وَالْمِيزَانَ بِالْقِسْطِ﴾
4. العدل مع الحاكم ﴿وَإِنْ حَكَمْتَ فَاحْكُم بَيْنَهُم بِالْقِسْطِ ۚ إِنَّ اللَّهَ يُحِبُّ الْمُقْسِطِينَ﴾